# Pteronotus
Pteronotus és un gènere de ratpenats de la família dels mormoòpids.

## Taxonomia
Incertae sedis
- P. paraguanensis

Subgènere Pteronotus
- Ratpenat d'esquena nua de Davy (P. davyi)
- P. fulvus
- Ratpenat d'esquena nua de Suapure (P. gymnonotus)

Subgènere Chilonycteris
- Ratpenat de bigotis de Macleay (P. macleayii)
- Ratpenat de bigotis fuliginós (P. quadridens)

Clade 3
- Ratpenat de bigotis de Wagner (P. personatus)
- P. psilotis
- Pteronotus sp. 2

Subgènere Phyllodia
- P. alitonus
- P. fuscus
- P. mesoamericanus
- P. mexicanus
- Ratpenat de bigotis de Parnell (P. parnellii)
- P. portoricensis
- P. pristinus †
- P. pusillus
- P. rubiginosus
- Pteronotus sp. 1